# ديلان بهمبولا
ديلان بهمبولا (بالفرنسية: Dylan Bahamboula)‏ (22 مايو 1995 في فرنسا - ) هو لاعب كرة قدم فرنسي في مركز الوسط. لعب مع نادي باريس.

## وصلات خارجية
- ديلان بهمبولا على موقع قاعدة بيانات كرة القدم.إي يو (الإنجليزية)
- ديلان بهمبولا على موقع ليكيب (الفرنسية)
- ديلان بهمبولا على موقع ناشيونال فوتبول تيمز (الإنجليزية)
- ديلان بهمبولا على موقع Soccerbase.com (لاعب) (الإنجليزية)
- ديلان بهمبولا على موقع Soccerway.com (الإنجليزية)
- ديلان بهمبولا على موقع AS.com (الإسبانية)